# Baba (1617 m)
Baba (1617 m) – szczyt w Niżnych Tatrach, na Słowacji. Znajduje się w ich zachodniej, w bocznym grzbiecie oddzielającym się w kierunku południowym od głównego grzbietu niżnotatrzańskiego w szczycie Dereszów (Dereše), ok. 4 km od tych ostatnich. Grzbiet ten rozdziela Dolinę Bystrą (na wschodzie) od Doliny Vajskovskiej (na zachodzie).

## Geologia i morfologia
Masyw Baby budują skały metamorficzne, głównie gnejsy. Stoki masywu są stosunkowo strome, jednak dość gładkie i miernie rozczłonkowane: ku wschodowi opadają (licząc od północy) dolinki: Veľký Volovec, Malý Volovec i Hlboka, natomiast ku zachodowi Skalnatá dolina i Melicherova dolina. Grzbiet ku północy wznosi się nieznacznie ku szczytowi Pálenicy, natomiast grzbiet ku południowi opada nieco na południowy przedwierzchołek Baby (ok. 1570 m), gdzie się rozdziela: ramię południowo-wschodnie opada ku Dolinie Bystrej nad ośrodkiem rekreacyjnym Tále, natomiast ramię południowo-zachodnie ku Dolinie Vajskovskiej, w miejscu zwanym Črmné. W masywie Baby w wielu miejscach na powierzchni widoczne są większe utwory skalne w postaci ścianek, żeber i progów skalnych

## Przyroda ożywiona
Spiętrzenie szczytowe Baby porastają (zwłaszcza od strony północnej) rozrzucone łany kosodrzewiny, natomiast sam wierzchołek i przedwierzchołek południowy są generalnie porośnięte roślinnością halną.
Cały masyw Baby leży na terenie Parku Narodowego Niżne Tatry.

## Turystyka
Grzbietem przez szczyt biegną żółte znaki szlaku turystycznego z ośrodka Tále na Deresze. Szlak nie jest nadmiernie uczęszczany, chociaż oryginalna panorama ze szczytu Baby w kierunku północnym obejmuje znaczny fragment głównego grzbietu Niżnych Tatr z wszystkimi ich najwyższymi szczytami, a widok w kierunku południowym obejmuje część doliny Hronu wraz z ograniczającymi ją od południa górami.
 rozdroże Stupka – Mesiačik – Baba – Pálenica – Príslop – sedlo Príslop – Dereše. Czas przejścia: 5.05 h, ↓ 3.40 h